# Звуковая петля
Звукова́я петля́, или луп (от англ. loop) — фрагмент звуковой или визуальной записи, замкнутый в кольцо (петлю) для его циклического воспроизведения.
Для достижения проигрывания «кольцом» используются самые различные приспособления. Изначально это достигалось склеиванием магнитной или киноленты с нужным фрагментом в кольцо с последующим циклическим воспроизведением.
В электронной музыке такой же цикл образуется повтором при помощи соответствующего программного обеспечения и оцифрованного фрагмента, хранящегося в памяти устройства. Созданные лупы могут быть повторены с помощью эффектов задержки, «резки» между двумя плеерами, семплером и другими инструментами.
В диджеинге использование лупов и семплов — одна из базовых техник при создании композиций. Многие профессиональные звукорежиссёрские микшерные пульты оснащены устройством для создания и имитации звуковой петли для каждого канала. В кинематографе лупы используются при озвучивании, дубляже — рабочий эпизод запускается в студии звукозаписи петлёй.
Ранние примеры использования лупов — детская язычковая шарманка, механизм курантов в часах с боем.